# Muntanya de les Raboses
La muntanya de Cullera, de l'Or o de les Raboses és una elevació situada a Cullera (Ribera Baixa). S'estén des de la part vella del municipi, on arriba a les fites de màxima altitud, fins a l'àrea del far de Cullera, baixant-ne progressivament fins a arribar en forma de petits penya-segats a la mar Mediterrània. Té una altitud màxima de 233 metres.

## Origen del nom
La muntanya deu el nom de Muntanya de les Raboses al fet que antigament hi habitaven raboses o guineus, en convivència amb conills. En les últimes dècades l'especulació urbanística i l'explotació turística ha provocat la reducció d'exemplars fins al punt que actualment és difícil trobar-hi alguna rabosa. Davant la pluralitat de topònims per a la muntanya, algun estudi toponímic apunta que els naturals de Cullera l'anomenen simplement «la muntanya», els forasters hi afigen la postil·la «de Cullera»; mentres que els sobrenoms «de l'Or» i «de les Raboses» serien molt moderns.

## Morfologia
La serra de Cullera constituïx un anticlinal en què la base juràssica suporta una massa de dolomies de to clar, amb lleuger capbussament cap al Mediterrani. Per l'oest hi ha escarpaments notables, que fan imaginar l'existència d'una falla oculta, produïda per l'afonament del flanc occidental del plec. En les dolomies s'intercalen fileres margoses que, prop del cim, són més blanquinoses. Atesa la facilitat de la seua disgregació i el consegüent arrossegament per les aigües vives, es produïxen en el terreny buits que originen despreniments de blocs de calcària, alguns dels quals han arribat fins a les cases de Cullera.

## Urbanisme
La posició geogràfica de la muntanya, que permet tindre una perspectiva dels voltants, l'ha convertida en un punt estratègic al llarg de la història. De l'època islàmica es conserva el castell de Cullera, que va ser posteriorment modificat pels cristians i reformat a finals del segle xix per a albergar-hi un santuari. En l'època de les guerres carlines es va construir a la part més elevada de la muntanya una fortificació que avui dia es conserva en estat ruïnós.
El boom turístic dels anys 60 va fer que l'urbanisme a la muntanya s'hi incrementara i en l'actualitat és força extrem amb la construcció de xalets pel fet que les vistes són molt atractives, sobretot a la part baixa, perforant la roca directament.

## Vegetació i clima
La vegetació de la serra consisteix en pins, arbustos, figueres paleres o figueres de moro, així com plantes com ara la vidiella (clematis flammula), el narciset valencià, l'espaseta (gladiolus), la borratja (borago officinalis), la coroneta o el te de roca (jasonia glutinosa). Cap al nord del terme municipal de Cullera, on la petita serra va perdent altitud, en un racó de la muntanya, es troba la llacuna de Sant Llorenç; aquest és un gran estany envoltat de canyes i amb la fauna autòctona del Parc Natural de l'Albufera, a escassos quilòmetres de distància. El clima Mediterrani és l'únic a la muntanya, amb altes temperatures i sequedat a l'estiu, i precipitacions abundants al final d'aquest. A l'hivern el clima segueix sent suau, a causa de la proximitat del mar, però el vent hi bufa una mica més fort i és més fred a la part alta de la muntanya.

## Vistes des de la muntanya de les Raboses

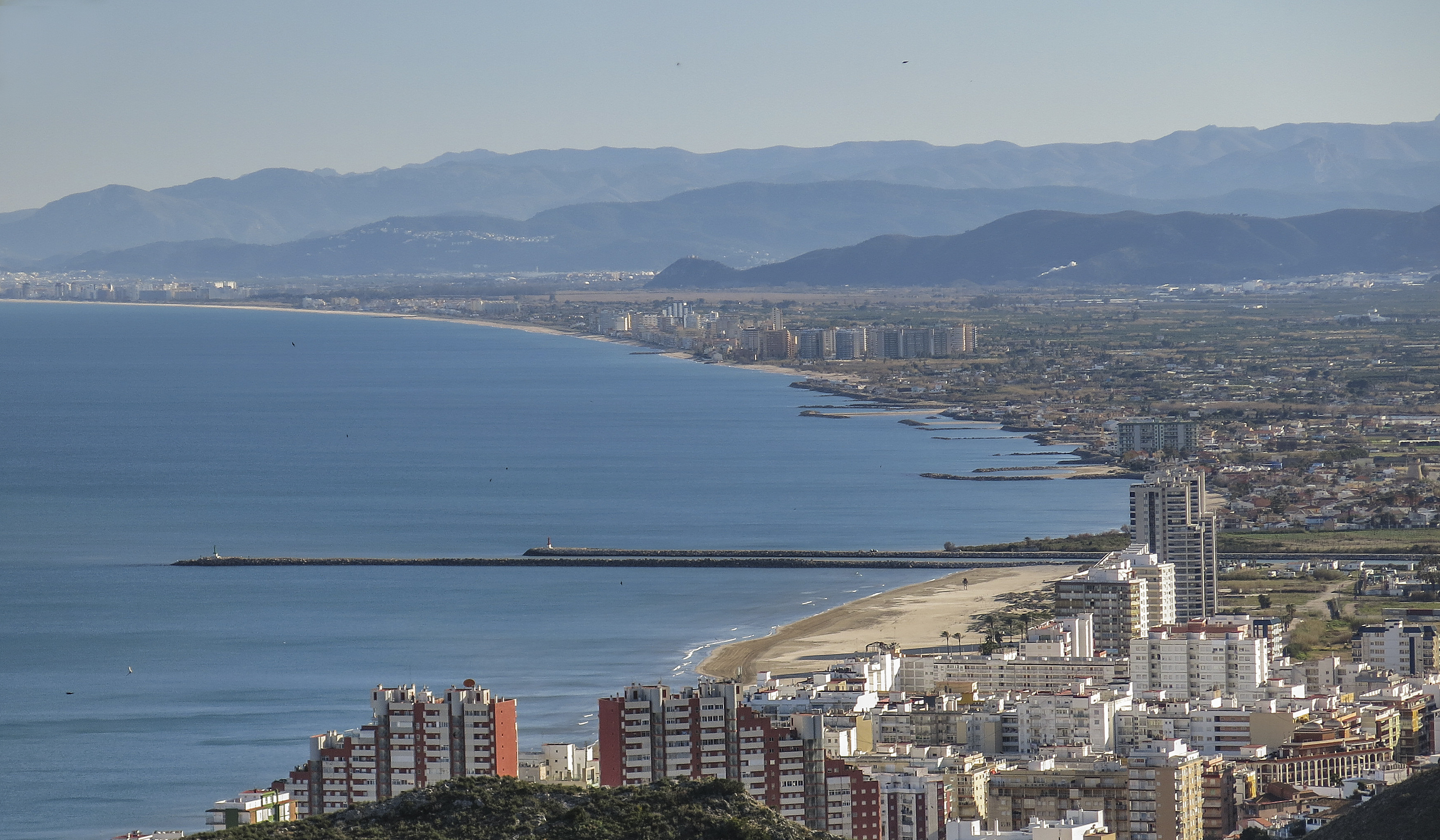
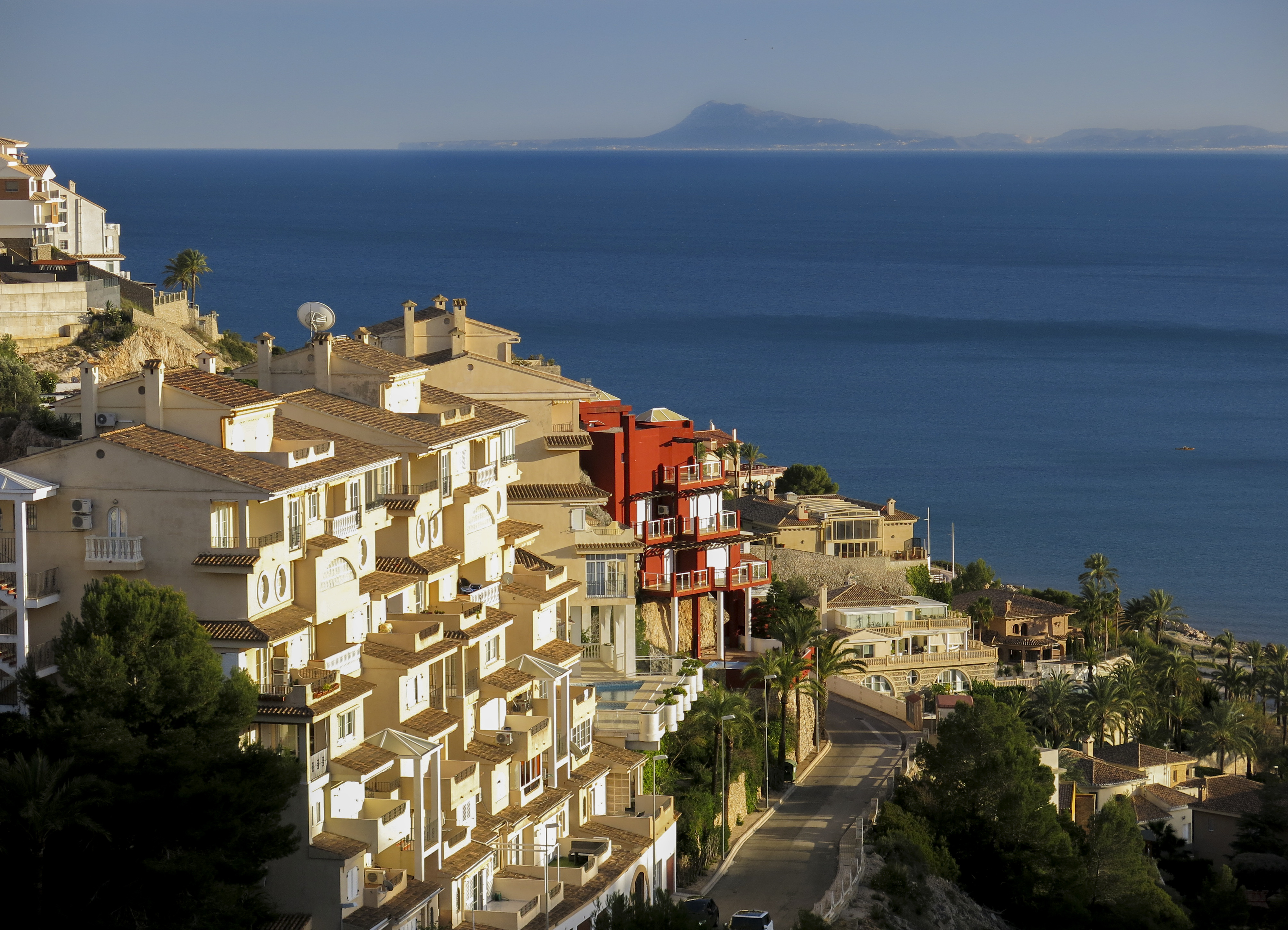
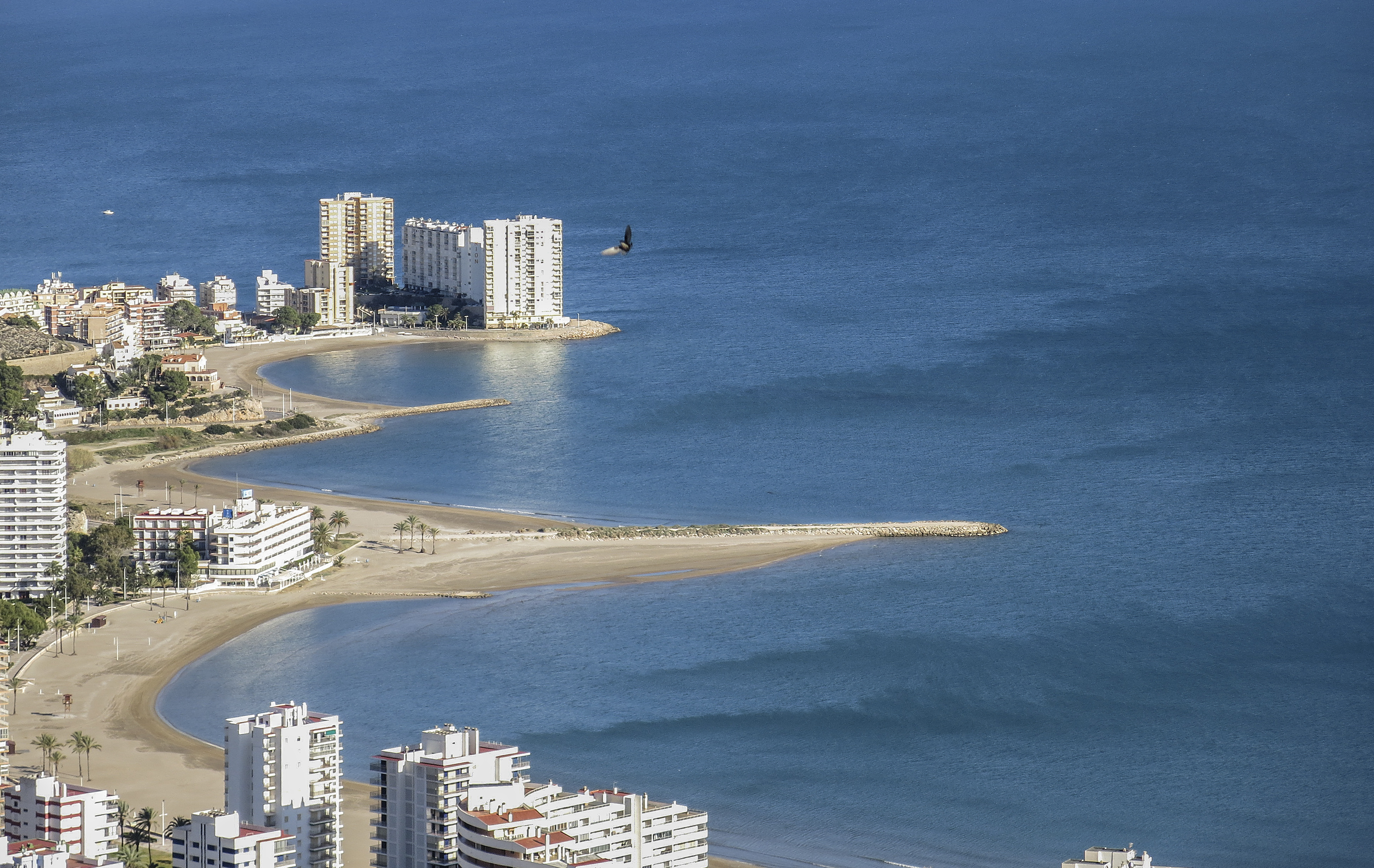
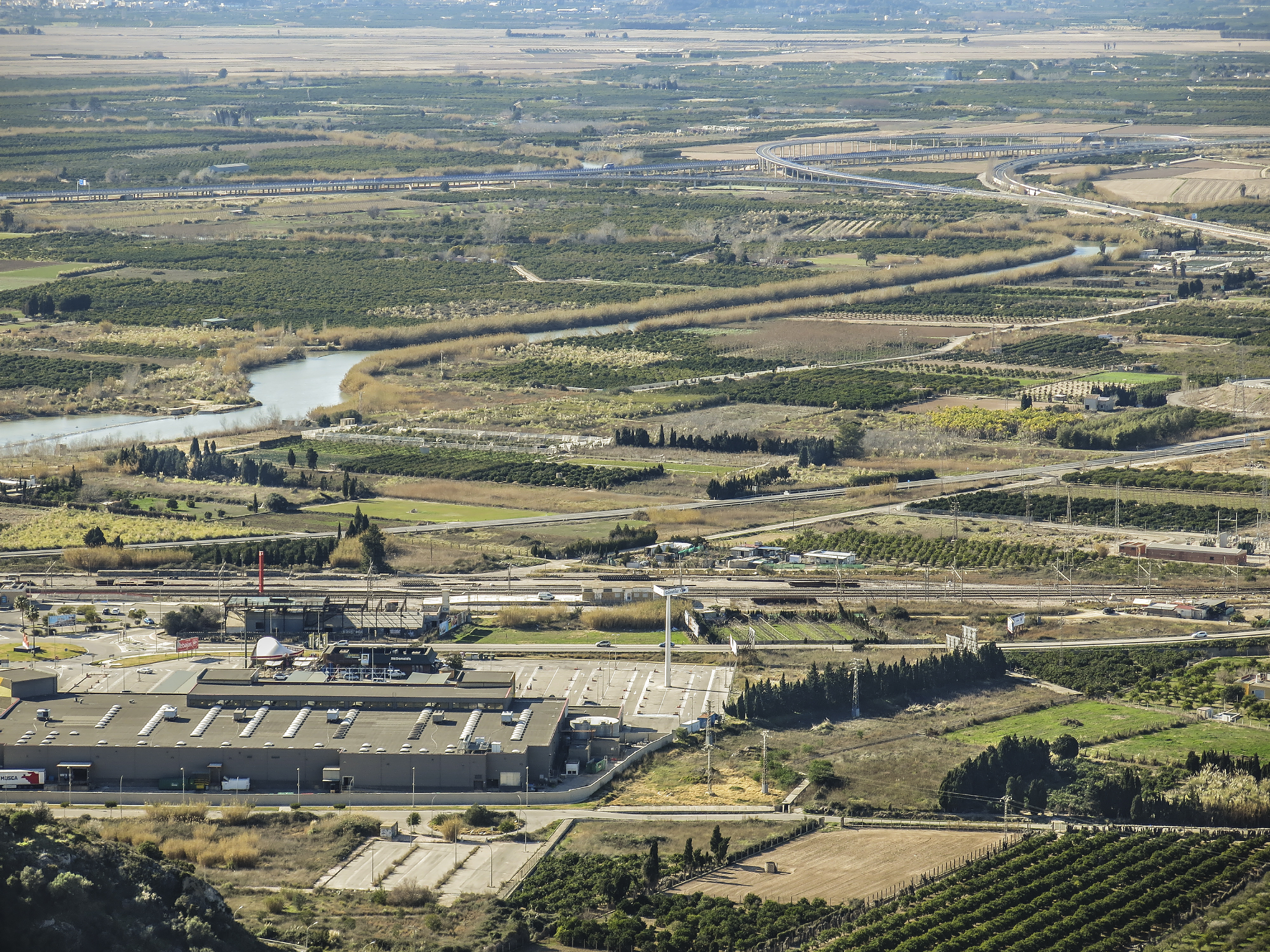